# Wiesław Suchowiejko
Wiesław Jacek Suchowiejko (ur. 15 maja 1957 w Szczecinku) – polski polityk, samorządowiec i nauczyciel, doktor nauk społecznych, przewodniczący rady miasta w Szczecinku, poseł na Sejm VI i VII kadencji.

## Życiorys
W 1983 ukończył studia z zakresu kulturoznawstwa na Uniwersytecie im. Adama Mickiewicza w Poznaniu (później został także absolwentem studiów podyplomowych – w 2001 z zarządzania i organizacji oświatą w Akademii Rolniczej w Szczecinie oraz w 2002 z wiedzy o społeczeństwie i historii najnowszej na poznańskim UAM). W 2017 obronił na UAM pracę doktorską z zakresu nauk o polityce pt. Ciągłość i zmiana w debacie nad projektem ustawy budżetowej w Sejmie RP w latach 2001–2010.
Pracował w lokalnym Radiu ReJa oraz w słupskim Radiu City. Był nauczycielem przysposobienia obronnego i zastępcą dyrektora w I Liceum Ogólnokształcącym im. Księżnej Elżbiety w Szczecinku oraz w Liceum Medycznym Pielęgniarstwa im. Marii Skłodowskiej-Curie w Szczecinku. W 1996 został dyrektorem Zespołu Szkół Społecznych w Szczecinku (przerwał pełnienie tej funkcji na lata 2010–2015), nauczając także wiedzy o społeczeństwie. Należał do Ruchu Stu. W latach 1998–2002 był radnym powiatu szczecineckiego z listy Akcji Wyborczej Solidarność. W 2001 przystąpił do Platformy Obywatelskiej, z listy której kandydował bez powodzenia w wyborach do Parlamentu Europejskiego w 2004 i do Sejmu w 2005.
W wyborach samorządowych w 2006 po raz kolejny uzyskał mandat radnego Szczecinka, następnie objął stanowisko przewodniczącego rady miasta. Również z listy PO kandydował w wyborach w 2007 do Sejmu, uzyskując 5967 głosów i zajmując pierwsze niemandatowe miejsce na liście tej partii w okręgu koszalińskim. Po śmierci Sebastiana Karpiniuka w katastrofie polskiego Tu-154 w Smoleńsku objął po nim mandat poselski, składając ślubowanie 5 maja 2010. W wyborach w 2011 z powodzeniem ubiegał się o reelekcję, dostał 8724 głosy. W 2015 nie został wybrany na kolejną kadencję. W grudniu tego samego roku powrócił na stanowisko dyrektora ZSS STO w Szczecinku. W 2016 opuścił PO (początkowo, wraz z początkiem kwietnia, zawieszając członkostwo). Przystąpił do lokalnego stowarzyszenia Porozumienie Samorządowe (z ramienia którego ogłosił start na burmistrza Szczecinka w 2018), a także do partii Porozumienie. W 2018 zajął trzecie miejsce w wyborach na burmistrza, uzyskał natomiast ponownie mandat radnego Szczecinka. W 2024 nie został ponownie wybrany.